# Ólavur Riddararós
Ólavur Riddararós è un singolo della band faroese Týr, pubblicato nell'ottobre 2002 dall'etichetta Tutl.

## Tracce
1. Ólavur Riddararós – 4:36
2. Strysvølurin – 6:45

## Formazione
Musicisti
- Allan Streymoy - voce
- Terji Skibenæs - chitarra
- Heri Joensen - chitarra
- Gunnar H. Thomsen - basso
- Kári Streymoy - batteria

Produzione
- Steen Svare - mastering, missaggio, registrazione
- Jens Rud - mastering, missaggio, registrazione